# Port Jefferson (Ohio)
Port Jefferson é uma vila localizada no estado norte-americano de Ohio, no Condado de Shelby.

## Demografia
Segundo o censo norte-americano de 2000, a sua população era de 321 habitantes.
Em 2006, foi estimada uma população de 324, um aumento de 3 (0.9%).

## Geografia
De acordo com o United States Census Bureau tem uma área de
0,4 km², dos quais 0,4 km² cobertos por terra e 0,0 km² cobertos por água. Port Jefferson localiza-se a aproximadamente 318 m acima do nível do mar.

## Localidades na vizinhança
O diagrama seguinte representa as localidades num raio de 16 km ao redor de Port Jefferson.